# Tre Valli Varesine femenina
La Tre Valli Varesine és una competició ciclista professional que es disputa en un sol dia i que es disputa anualment pels voltants de Varese, a la província homònima, a la Llombardia.
Es disputa des del 2021 on la primera vencedora fou Arlenis Sierra i és la versió femenina de Tre Valli Varesine. Està integrada dins la categoria de curses 1.2 de la UCI.

## Palmarès
| Any  | Vencedora                | Segona                             | Tercera                  |
| ---- | ------------------------ | ---------------------------------- | ------------------------ |
| 2021 | Arlenis Sierra Cañadilla | Margarita Victoria García Cañellas | Rachel Neylan            |
| 2022 | Elisa Longo Borghini     | Veronica Ewers                     | Ane Santesteban González |
| 2023 | Liane Lippert            | Cecilie Uttrup Ludwig              | Elisa Balsamo            |
| 2024 | Cédrine Kerbaol          | Silvia Persico                     | Liane Lippert            |
| 2025 |                          |                                    |                          |